# Sierra Helada

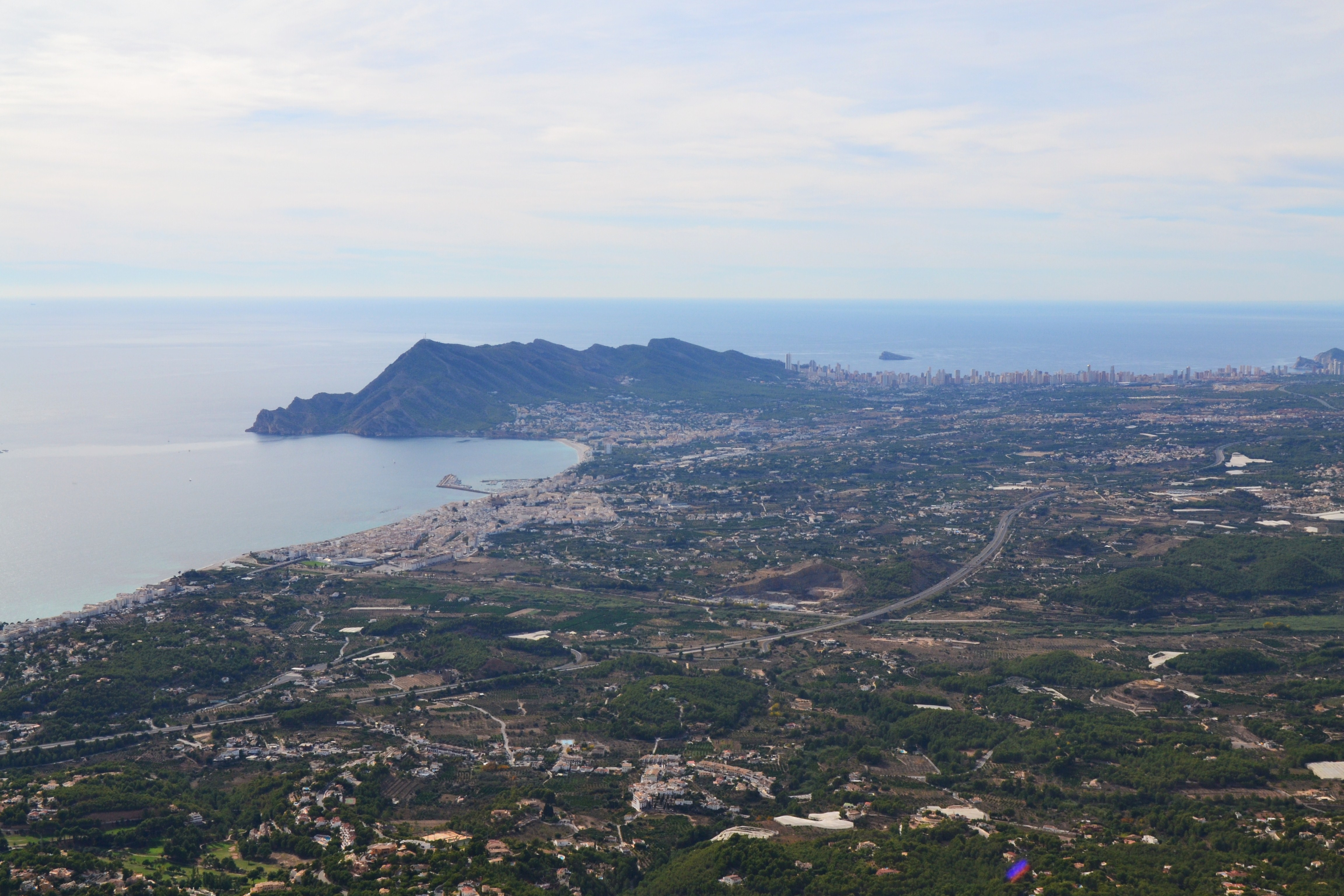
Sierra Helada mit Altea und Benidorm

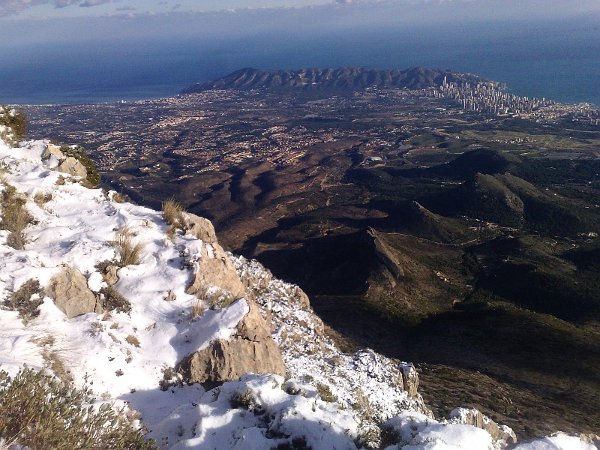
Klippe mit eisartigem Erscheinungsbild

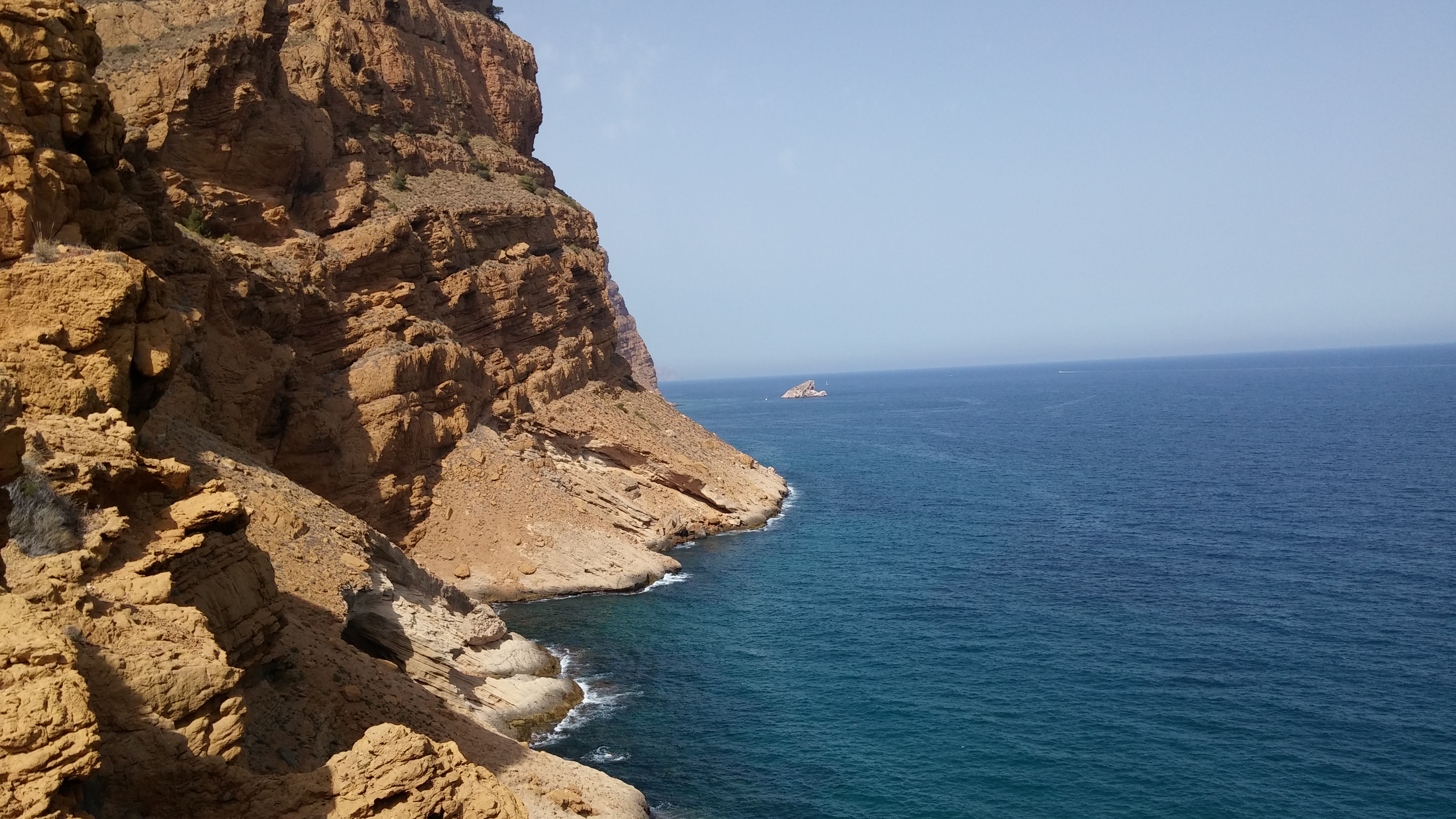
Klippe mit Blick auf die Insel Mitjana

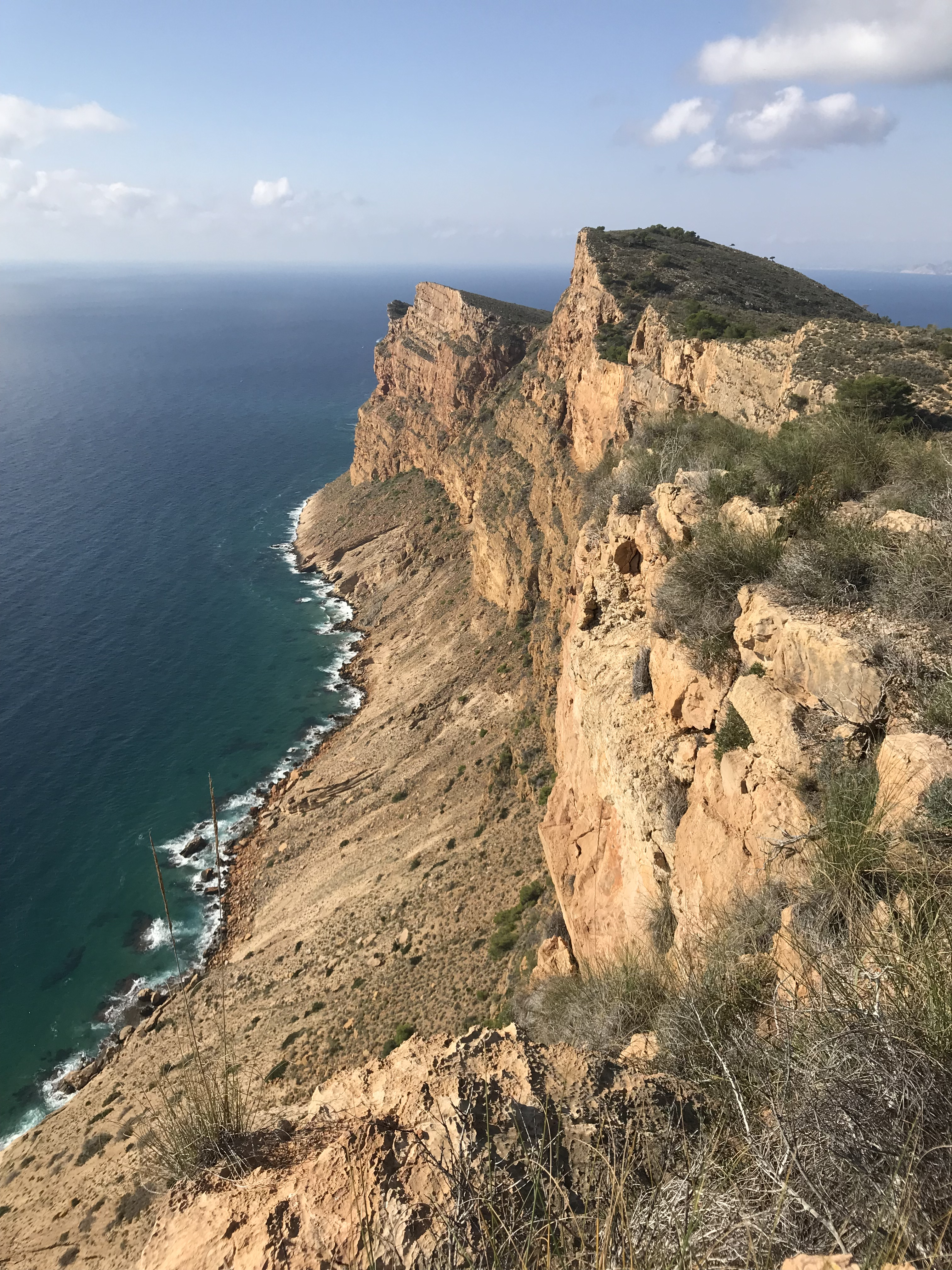
Klippen mit Uferbereich

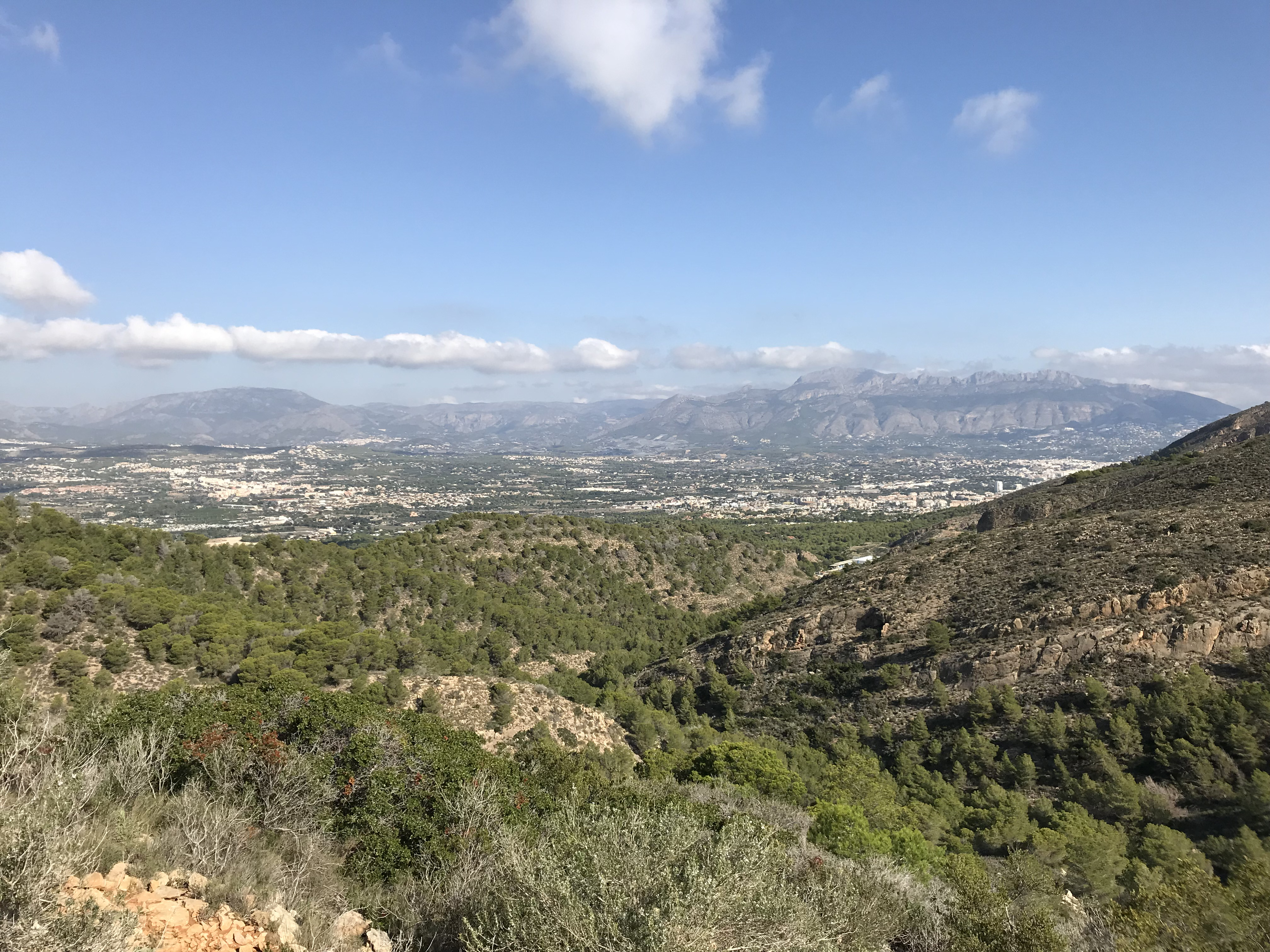
Vegetation des Naturparks

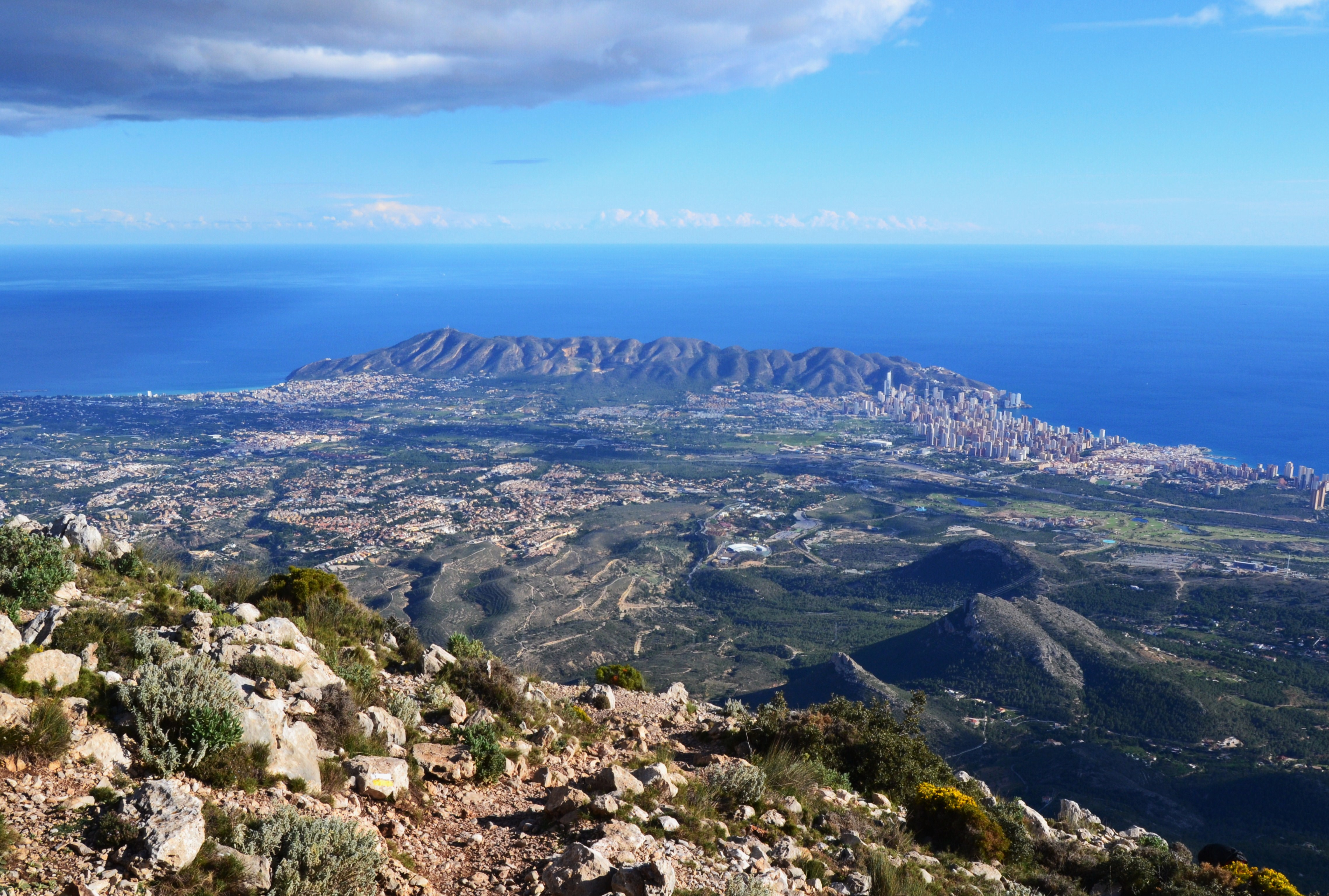
Wanderziel Puig Campana: Blick vom Gipfel auf die Sierra Helada

Die Sierra Helada (valencianisch: Serra Gelada) ist ein Naturpark in der Nähe von Benidorm an der Costa Blanca in der Provinz Alicante in der Valencianischen Gemeinschaft in Spanien, dessen höchste Erhebung 439 Meter über dem Meeresspiegel misst. Im Vergleich zu Benidorm mit seinen ganzjährigen hohen Temperaturen herrscht in der Sierra Helada ein relativ kaltes Mikroklima.

## Namensherkunft
Die spanische Vokabel helada bedeutet Frost und deutet vermutlich auf das optische Erscheinungsbild der Klippen in Mondnächten vom Meer aus gesehen hin. In der Wahrnehmung der Fischer am Mittelmeer sahen die Felsen wie ein Eisberg aus.

## Lage
Der Park umfasst die Gebiete Benidorm, L’Alfàs del Pi und Altea einschließlich der drei Inseln Illot de la Mitjana, Illot de Benidorm und die  Illots von Olla und la Galera. An baulichen Merkmalen befinden sich auf dem Gebiet unter anderem das Kreuz von Benidorm (La Cruz) sowie die Wachtürme und der Leuchtturm von Albir.

## Geografie und Geologie
Die Sierra Helada ist ein Naturschutzgebiet mit einer Gesamtfläche von 5653,92 Hektar, von denen 4908,95 Hektar als Meeresflächen und 744,97 Hektar als Landflächen ausgewiesen sind. Die Landfläche des Parks besteht hauptsächlich aus Jahrmillionen altem Kalkstein und geschützten fossilen Dünen sowie Karsthöhlen. An der Küste des Gebiets ragen über 300 Meter hohe Klippen empor, in denen eine versteinerte fossile Düne hängt.
Schon in der Antike, seit der Zeit der Phönizier, bis zur Mitte des 20. Jahrhunderts wurde in der Sierra Helada Bergbau zur Gewinnung von Ocker betrieben.

## Fauna und Flora
Die Vegetation des Parks ist geprägt von mediterranen Kiefernwäldern und Wiesen mit Neptun- und Tanggras. In der Tierwelt dominieren verschiedene Arten von Seevögeln wie die Korallenmöwe oder die europäische Korsettscharbe sowie Wanderfalken.

## Touristische Erschließung
Die Sierra Helada lässt sich zu Fuß durch zahlreiche Wanderrouten oder vom Meer aus auch per Boot erkunden. Das Meeresschutzgebiet eignet sich vorzugsweise zum Tauchen und Schnorcheln. Tauchplätze sind die Isla Mitjana in der Nähe von Altea, die Insel La Llosa bei Alicante, die Meereshöhlen Cueva del Elefante und Cueva del Enanito bei Altea sowie das fast 30 Meter tiefe felsige Gebiet Los Arcos.